# Таск
Таск (фр. Tasque) — коммуна во Франции, находится в регионе Юг — Пиренеи. Департамент — Жер. Входит в состав кантона Плезанс. Округ коммуны — Миранд.
Код INSEE коммуны — 32440.

## География
Коммуна расположена приблизительно в 610 км к югу от Парижа, в 115 км западнее Тулузы, в 50 км к западу от Оша.
По территории коммуны протекает река Аррос.

## Климат
Климат умеренно-океанический. Лето жаркое и немного дождливое, температура часто превышает 35 °С. Зимой часто бывает отрицательная температура и ночные заморозки. Годовое количество осадков — 700—900 мм.

## Население
Население коммуны на 2010 год составляло 266 человек.
| 1962 | 1968 | 1975 | 1982 | 1990 | 1999 | 2010 |
| ---- | ---- | ---- | ---- | ---- | ---- | ---- |
| 263  | 259  | 258  | 216  | 217  | 216  | 266  |

## Администрация
| Период | Период | Фамилия     | Партия | Примечания |
| ------ | ------ | ----------- | ------ | ---------- |
| 2001   | 2020   | Ален Безьян |        |            |

## Экономика
В 2010 году среди 163 человек трудоспособного возраста (15-64 лет) 114 были экономически активными, 49 — неактивными (показатель активности — 69,9 %, в 1999 году было 70,1 %). Из 114 активных жителей работали 100 человек (53 мужчины и 47 женщин), безработных было 14 (4 мужчины и 10 женщин). Среди 49 неактивных 9 человек были учениками или студентами, 31 — пенсионерами, 9 были неактивными по другим причинам.

## Достопримечательности
- Церковь Св. Петра (XII век). Исторический памятник с 1999 года[4]
- Византийский монументальный крест (XI век). Исторический памятник с 1925 года[5]

## Фотогалерея

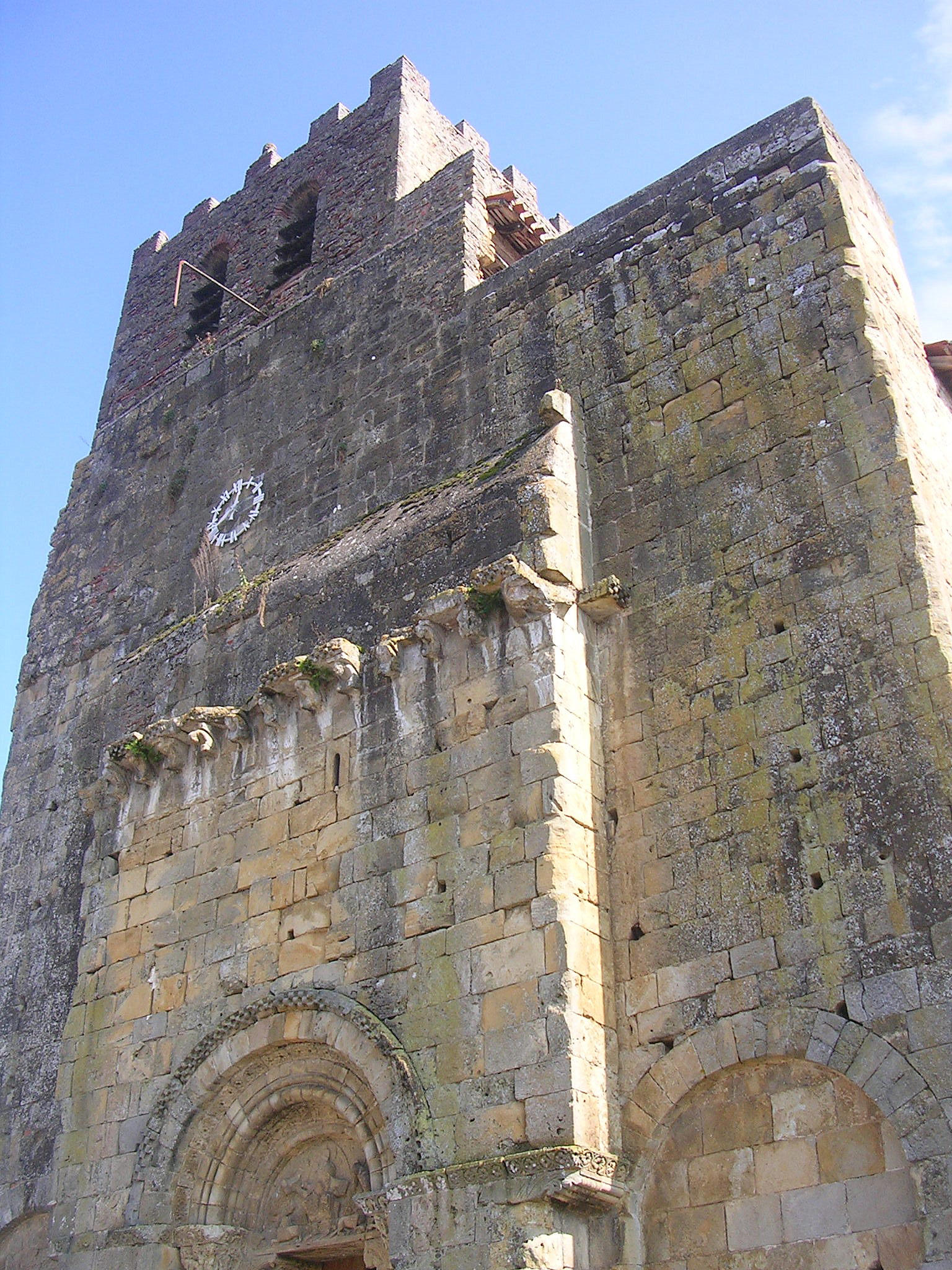
Церковь Св. Петра
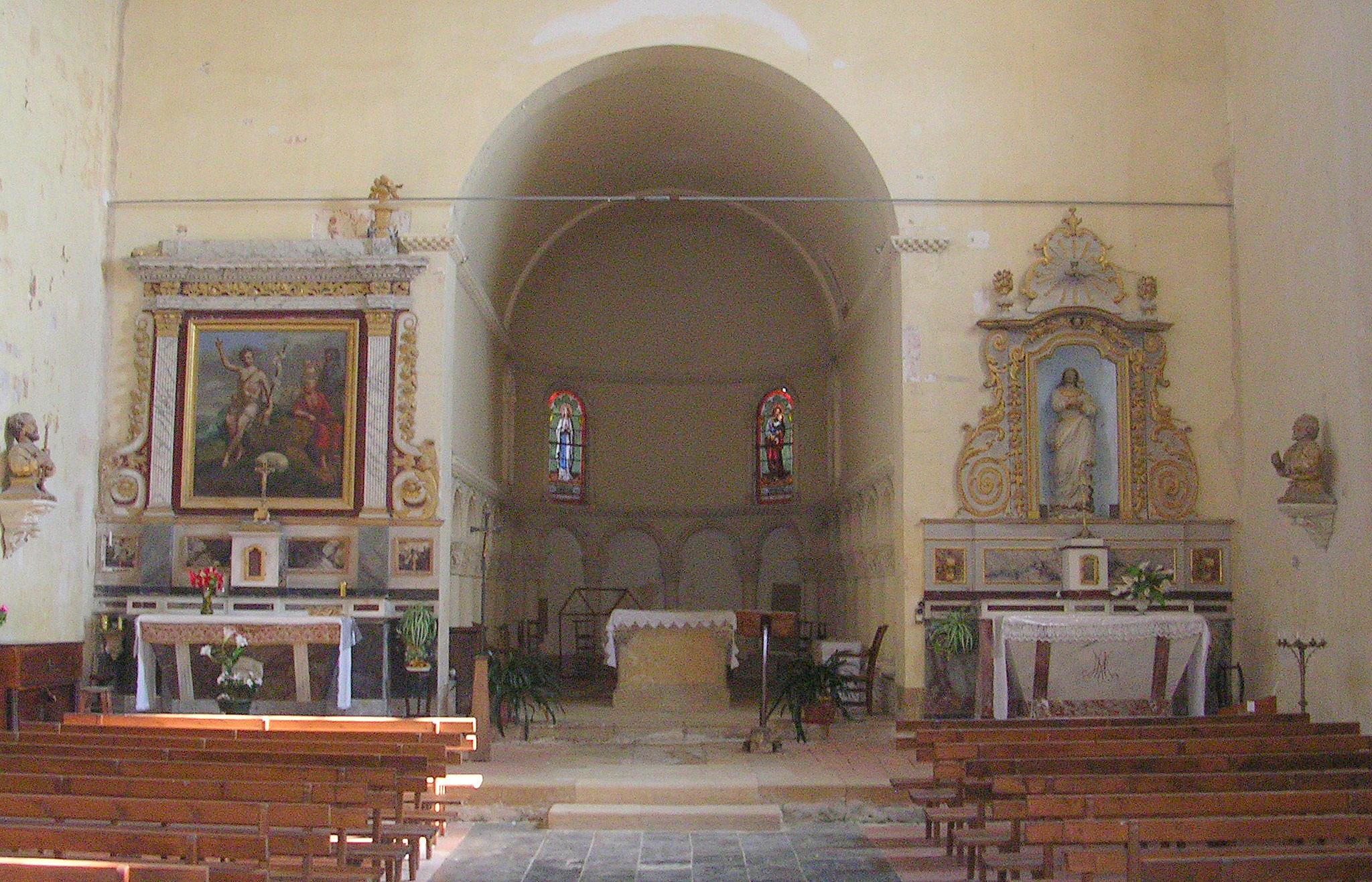
Интерьер церкви Св. Петра
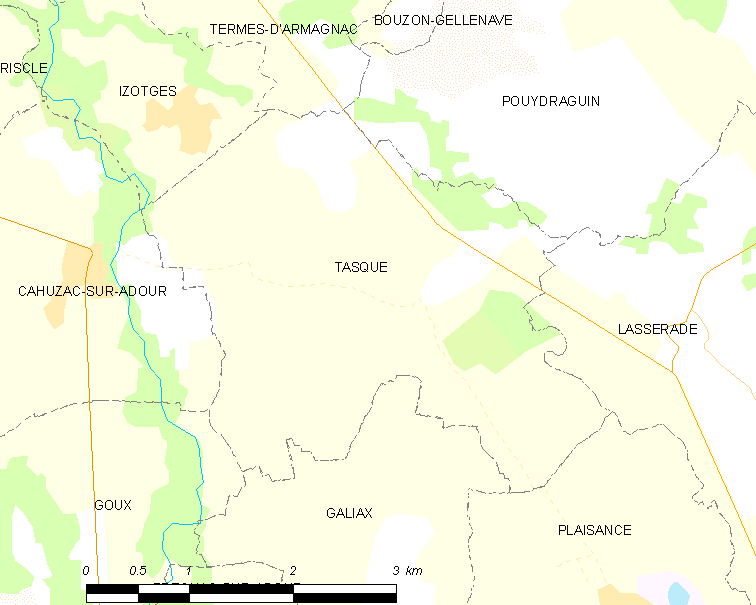
Карта коммуны